# Radcliffe College
 (octobre 2022).
Le Radcliffe College est une université d'arts libéraux pour femmes  située à Cambridge, près de Boston, Massachusetts, États-Unis, qui faisait partie des Sept universités Sœurs. 

## Histoire
Le collège est fondé en 1879 sous le nom de Society for the Collegiate Instruction of Women. Aussi connu comme l'« annexe de Harvard », c'est une institution privée ayant pour but d'assurer l'éducation des femmes par Harvard. Après des débuts difficiles, il obtint son statut de collège universitaire du Massachusetts  sous le nom de Radcliffe College en 1894. 
En 1943, un accord signé avec Harvard aboutit à l'organisation de cours mixtes et à partir de 1963, les étudiantes de Radcliffe reçoivent des diplômes de Harvard signés par les présidents de Radcliffe et de Harvard. En 1977, les étudiantes de Radcliffe devinrent des étudiantes de Harvard, leur inscription à Radcliffe devenant nominale. En 1999, le Radcliffe College et l'université Harvard fusionnent officiellement et le Radcliffe Institute for Advanced Study, institution vouée à la recherche postdoctorale, est créé.

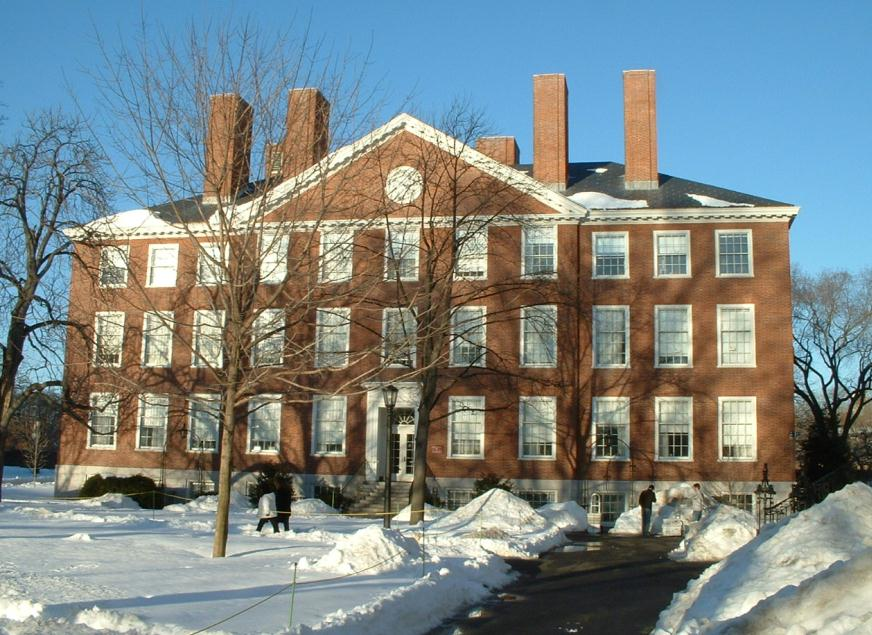
Radcliffe College en hiver.

## Personnalités liées à l'université

### Étudiantes
- Aida Álvarez, femme politique
- Encarnación Alzona, féministe et historienne philippine
- Theresa Goell, archéologue
- Amy Gutmann, théoricienne et professeure en science politique
- Mary Graustein, mathématicienne
- Helen Keller, écrivaine, conférencière
- Henrietta Swan Leavitt, astronome
- Josephine Preston Peabody, poète et dramaturge
- Katherine Ralls, zoologiste
- Adrienne Rich, poétesse, écrivaine, essayiste
- Gertrude Stein, écrivaine
- Mabel Wheeler Daniels, compositrice
- Mary Parker Follett, pionnière de la théorie des organisations du point de vue des ressources humaines

### Enseignants
- Charles Olson, poète, essayiste, théoricien de l'art, universitaire
- Elizabeth Eisenstein, historienne

### Présidents
- Elizabeth Cary Agassiz, 1re présidente du collège
- LeBaron Russell Briggs, 2e président (1903-1923)
- Ada Comstock, 3e présidente (à temps plein) (1923-1943).
- Wilbur Kitchener Jordan, 4e président (1943-1960)
- Mary Bunting, 5e présidente (1960-1972)
- Matina Horner, 6e présidente (1972-1989)
- Linda S. Wilson, 7e présidente (1989-1999)
- Mary Maples Dunn, 8e présidente (faisant fonction) puis doyenne (1999).